# Memory of a Free Festival
"Memory of a Free Festival" é um single do músico britânico David Bowie, lançado em 1970. A canção fora originalmente gravada em setembro de 1969 como uma faixa de sete minutos para o segundo álbum de Bowie (relançado como Space Oddity em 1972). A faixa foi regravada entre março e abril de 1970 a pedido da Mercury Records, que acreditava que o single tinha uma maior chance de sucesso que "The Prettiest Star", lançada anteriormente naquele ano. Bowie e Tony Visconti dividiram a a faixa em duas partes, regravando as duas de maneira que cada uma funcionasse independentemente. Sendo mais rock que a anterior, essa versão marcou o início da presença do guitarrista Mick Ronson e do baterista Mick Woodmansey na banda de estúdio de Bowie, formando o grupo que, pouco depois, gravaria The Man Who Sold the World.
O biógrafo David Buckley descreveu "Memory of a Free Festival" como "um tipo de versão alucinada de 'Sympathy for the Devil', dos Stones, mas com uma letra risonha". A faixa foi composta como homenagem ao Free Festival, organizado pelo Beckenham Arts Lab, que ocorreu no Croydon Road Recreation Ground, em Beckenham, em 16 de agosto de 1969.
Lançado nos Estados Unidos em junho de 1970, o single falhou comercialmente; com apenas algumas centenas de cópias vendidas. O single também foi lançado no Reino Unido, igualmente sem êxito.

## Gravação
David Bowie utilizou um Rosedale Electric Chord Organ infantil, obtido do Woolworths Group, tanto na versão do álbum como no single, para dar um "sentimento clássico de Ivor Cutler/harmônio". O produtor Tony Visconti lembrou que Bowie "sempre tinha dificuldade em tocar o órgão e gravar a primeira parte da canção".
A regravação posterior da faixa também contém um sintetizador Moog tocado pelo produtor de música clássica Ralph Mace e programado por Chris Thomas. Mace também tocaria o instrumento na gravação de The Man Who Sold the World.

## Faixas
1. "Memory of a Free Festival Part 1"  (Bowie) – 3:59
2. "Memory of a Free Festival Part 2" (Bowie) – 3:31

## Créditos
- David Bowie – vocais principais, violão, guitarra, órgão
- Marc Bolan – guitarra principal, vocal de apoio
- Mick Ronson - guitarra rítmica, vocal de apoio
- Tony Visconti – baixo, vocal de apoio, produção
- João Cambridge – bateria, vocal de apoio